# João Bosco Cárceres
João Bosco Cárceres (* 13. Mai 1972 in Dili, Portugiesisch-Timor; † 30. April 2022 in Dili, Osttimor), Kampfname Sau´unar, war ein osttimoresischer Unabhängigkeitsaktivist und Politiker. Zuletzt war er stellvertretender Generalsekretär der Partido Socialista de Timor (PST).

## Werdegang
Nach Abschluss des Priesterseminars Nossa Senhora da Fatima in Dili schloss sich Bosco in den 1980er-Jahren der Unabhängigkeitsbewegung gegen die indonesische Besatzung. Als Mitglied der OJECTIL arbeitete er im Bereich „Agitation und Propaganda“. Am 12. November 1991 nahm Bosco an der Demonstration teil, die im Santa-Cruz-Massaker endete, in dem das indonesische Militär mindestens 271 Menschen tötete. Bosco wurde dabei verwundet und floh nach Indonesien, wo er sich Widerstandszellen in Jakarta und Semarang anschloss. 1992 wurde er Mitglied einer von Tama-Laka (Akita) geführten Gruppe und 1993 der Associação Socialista Timorense (AST), dem Vorgänger der PST. Hier wurde er Kommissar für die Zone Depok-Jawa Barat.
Als 1995 die Brigada Negra (BN, deutsch Schwarze Brigade), ein Sonderkommando der FALINTIL für die Stadtguerilla, gegründet wurde, wurde Bosco für die militärische Ausbildung ausgewählt. Die Leitung übernahm ein Sonderbüro unter Antonio Maher Lopes (Fatuk Mutin). Bosco unterstützte die Organisation verschiedener Aktionen, wie zum Beispiel die friedliche  Besetzung ausländischer Botschaften in Jakarta. 1996 wurde Bosco Leiter der Direktion A (Produktion und Lagerung von Kriegsmaterial) der Brigada Negra. Als er in Plamongan/Semarang verwundet wurde, brachte man Bosco nach Surabaya. 1998 kam er nach Flores, dann nach Bandung. Im März kehrte Bosco nach Jakarta zurück, wo er auch mit der demokratischen Bewegung Indonesiens zusammenarbeitete.
Bosco war Mitautor des Politischen Manifests der AST, die im Februar 1997 in Indonesien als Partei offiziell registriert wurde und 1998 in die PST umgewandelt wurde. 1999 warb Bosco aktiv für die Beteiligung am Unabhängigkeitsreferendum in Osttimor 1999. Mehrmals wurde Bosco Zentralkomitee des PST gewählt. Außerdem war er zeitweise stellvertretender Kommissar für die Leitung des Laclo-Post-Komitees und schließlich ab dem IV. Parteitag stellvertretender Generalsekretär.
Bei den 2001 kandidierte Bosco erfolglos auf Platz 75 der PST-Liste, nochmals 2012 auf Platz 28, 2017 auf Platz 16 und 2018 als Zusatzkandidat auf Platz 82 der Liste des Parteienbündnisses Movimento Social Democrata (MSD), zu der die PST gehörte.
Bosco verstarb in den frühen Morgenstunden des 30. April 2022 im Hospital Nacional Guido Valadares in Dili, offenbar an den Folgen eines Herzinfarkts.

## Sonstiges
Bosco war verheiratet und hinterließ vier Kinder.